# Trauma (película de 2017)
Trauma es una película chilena de horror perteneciente al género del gore y cine de explotación, dirigida por Lucio Rojas y protagonizada por Catalina Martin, Macarena Carrere, Daniel Antivilo, Ximena del Solar, Dominga Bofill, Felipe Ríos, Alejandro Trejo y Eduardo Paxeco. Se estrenó en Mórbido Film Festival en noviembre del 2017.
La cinta causó polémica por varias escenas de necrofilia, tortura, incesto, infanticidio, entre otras, y por su crítica al gobierno del dictador Augusto Pinochet.

## Argumento
Cuatro amigas deciden pasar unos días en una aldea rural en Chile. Tras la primera impresión de estar en el paraíso, se encuentran con un hombre y su hijo que tienen una manera extravagante de divertirse. Los atacantes llevan el legado siniestro del periodo más oscuro de la historia reciente de Chile.

## Elenco
- Catalina Martin como Andrea.[4]
- Ximena del solar como Julia.[5]
- Dominga Boffil como Magdalena.[4]
- Macarena Carrere como Camila.
- Daniel Antivilo como Juan.
- Felipe Ríos como Mario.
- Alejandro Trejo como agente.
- Eduardo Paxeco como Pedro.

## Producción
La película se rodó en las afueras de Santiago de Chile, en un periodo de seis semanas.
En una entrevista, la actriz Ximena del Solar confirmó que el director le propuso directamente el rol de Julia a ella.

## Estreno
Trauma no tuvo un estreno comercial en Chile debido a su temática tan controversial, no obstante logró estrenarse en los siguientes festivales:
- Mórbido Film Festival.
- Macabre Film Festival.
- Molins Horror Film Festival.
- Sant Cugar Fantastic Film.

## Home video
La película está disponible en Amazon Prime Video.

## Crítica
La crítica especializada la coloca como una cinta superior en muchos aspectos a películas de terror como Srpski film.[citation needed]
En el sitio web especializado de cine IMDb le otorga una calificación de 5/10 con más de 150 críticas realizadas.
El sitio web Screen Anarchy hace mención a lo siguiente: "Trauma es fácilmente una de las películas de horror con más violencia gráfica y explicita hechos en la historia reciente del cine. El abuso físico y sexual por parte de Juan y su hijo Mario es salvaje; Rojas no oculta la descripción de esa brutalidad".